# Tournoi féminin de Nouvelle-Zélande de rugby à sept
Ne doit pas être confondu avec Tournoi de Nouvelle-Zélande de rugby à sept.
Le Tournoi féminin de Nouvelle-Zélande de rugby à sept (en anglais : New Zealand Women's Sevens) est une compétition de rugby à sept, qui se déroule en Nouvelle-Zélande dans le cadre du World Rugby Women's Sevens Series.

## Histoire
En parallèle des World Sevens Series masculines, un tournoi sur invitation est créé en tant qu'équivalent féminin. Organisé par la Fédération néo-zélandaise de rugby en marge du tournoi masculin des Sevens Series au Waikato Stadium de Hamilton, le Fast Four oppose les équipes nationales d'Angleterre, de Chine, de France et de Nouvelle-Zélande,.
Dans le cadre de la saison 2019-2020, le calendrier des étapes des World Sevens Series est remanié. La compétition féminine en accueille trois nouvelles, en Afrique du Sud, en Nouvelle-Zélande et à Hong Kong. Par ailleurs, ces trois nouveaux tournois sont organisés de manière conjointe avec leurs équivalents masculins. L'étape féminine de Nouvelle-Zélande est ainsi organisée au Waikato Stadium,, s'appuyant sur l'expérience du Fast Four joué une année plus tôt.
Alors que la fin de la saison 2019-2020 est interrompue par la pandémie de Covid-19, l'organisation de la saison 2020-2021 est par avance profondément modifiée : la tenue de l'étape néo-zélandaise est entre autres abandonnée. Au calendrier de la saison 2022, étant donné les difficultés logistiques liées aux mesures sanitaires en vigueur en Nouvelle-Zélande, le tournoi néo-zélandais n'est toujours pas planifié, au profit de celui d'Espagne.

## Identité visuelle

Évolution du logo
Logo depuis l'édition 2020.

## Palmarès
| Date                  | Stade                         | Cup              | Cup    | Cup        | Cup       |
| Date                  | Stade                         | Vainqueur        | Score  | Finaliste  | Troisième |
| --------------------- | ----------------------------- | ---------------- | ------ | ---------- | --------- |
| 25 au 26 janvier 2020 | FMG Stadium Waikato, Hamilton | Nouvelle-Zélande | 24 - 7 | Canada     | France    |
| 21 au 22 janvier 2023 | FMG Stadium Waikato, Hamilton | Nouvelle-Zélande | 33 - 7 | États-Unis | Australie |

## Stades
Durant son histoire, le tournoi de Nouvelle-Zélande a été organisé dans un seul stade.   

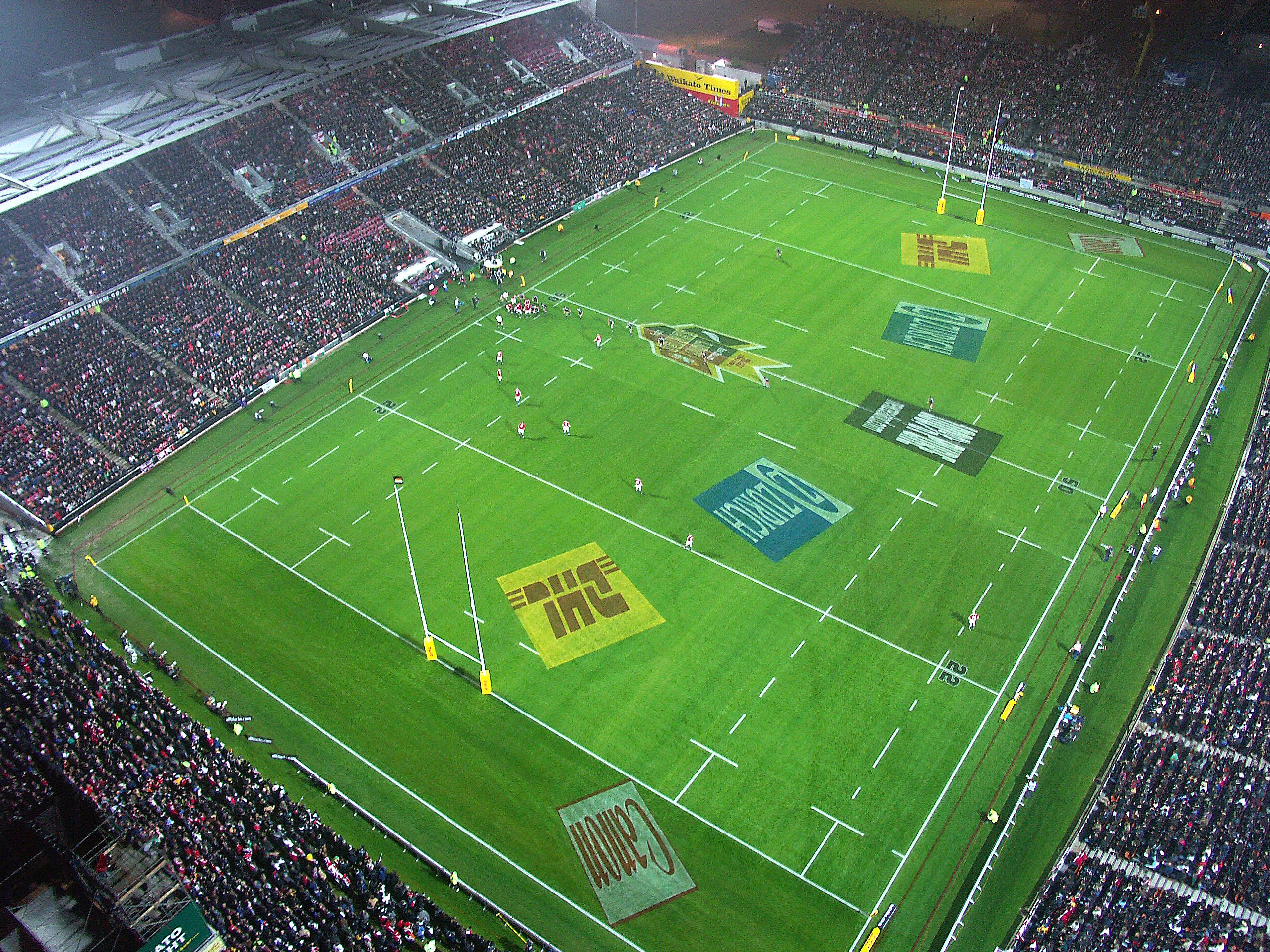
Depuis 2020 : Waikato Stadium de Hamilton